# Vilafamés (ort)
Villafamés är en ort i Spanien.   Den ligger i provinsen Província de Castelló och regionen Valencia, i den östra delen av landet, 300 km öster om huvudstaden Madrid. Villafamés ligger 284 meter över havet och antalet invånare är 1 660.
Terrängen runt Villafamés är kuperad söderut, men norrut är den platt. Runt Villafamés är det tätbefolkat, med 308 invånare per kvadratkilometer. Närmaste större samhälle är Castelló de la Plana, 14,5 km söder om Villafamés. 